# Citizen Armed Force Geographical Unit

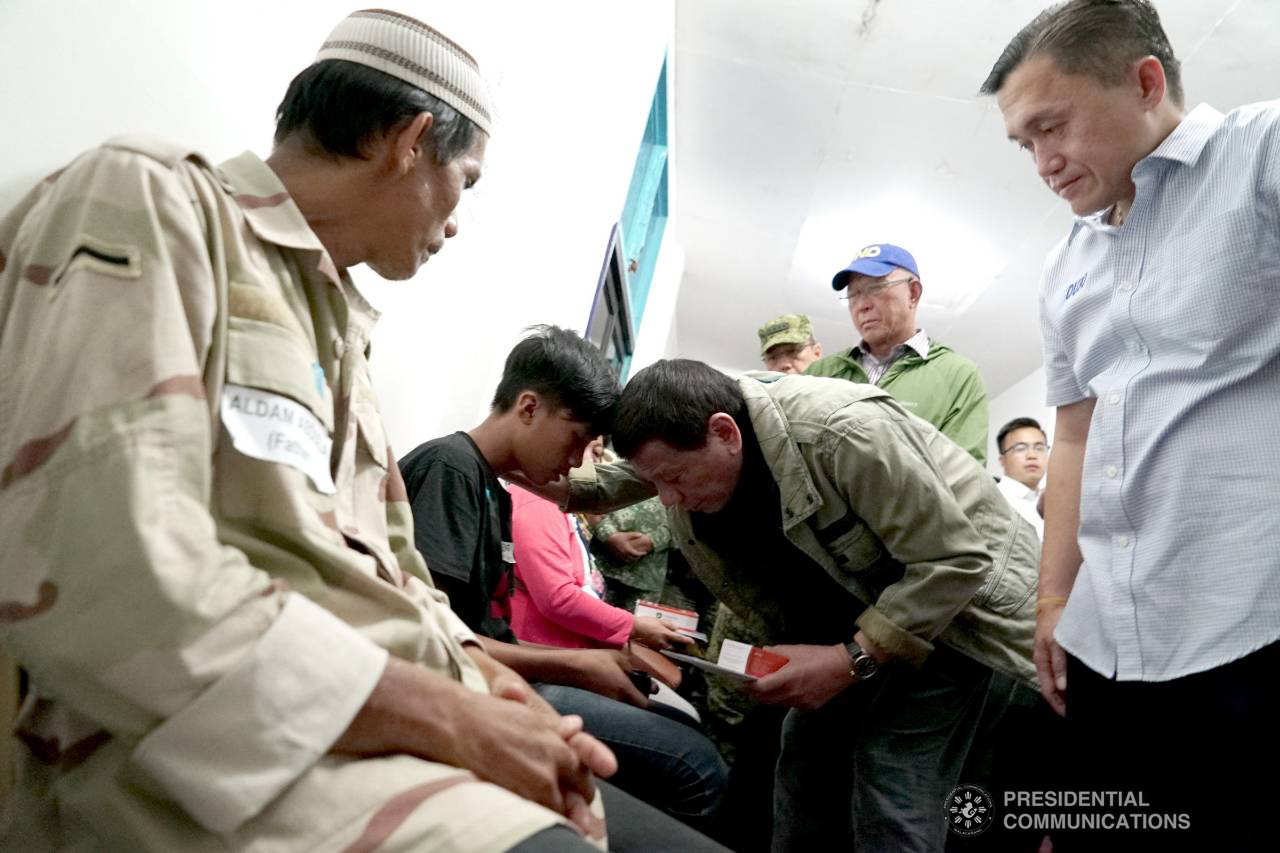
Le Président phillipin Rodrigo Duterte rendant visite à un membre des CAFGU blessé à Zamboanga le 4 aout 2018.

La Citizen Armed Force Geographical Unit, également appelé Citizens Armed Forces Geographical Unit, Civilian Armed Forces Geographical Unit et communément désigné par son acronyme CAFGU (prononcé "kahf-goo"), une force auxiliaire irrégulière paramilitaire des forces armées des Philippines.

## Création
La CAFGU a été créée le 25 juillet 1987 lorsque la Présidente des Philippines Corazon Aquino a signé l'ordre exécutif n⁰ 264 intitulé  « Providing for the Citizen Armed Force ». La création de l'unité était basée sur la stratégie « dégager, consolider, tenir et développer » adoptée par le secrétaire à la Défense de l'époque, Fidel V. Ramos, pour faire face aux villages infiltrés par les insurgés.
Les unités CAFGU sont des éléments de la réserve militaire prête à l'emploi des forces armées des Philippines affectés au service auxiliaire militaire. L'article X, Sec. 61, sous-paragraphe 2 de la loi de la République 7077 décrit ce type de service comme suit :
« Le service militaire auxiliaire implique des services rendus pour répondre à la menace d'insurrection locale. Les réservistes servant dans cette catégorie seront organisés en unités de réserve prêtes à l'emploi. Ils doivent recevoir et être autorisés à porter des armes à feu : A condition que ces réservistes soient utilisés uniquement pour la défense de leurs localités respectives et ne soient pas employés en dehors de leurs localités. Les représentants élus/nommés du gouvernement local doivent s'acquitter de leurs devoirs et de leurs responsabilités au sein de leurs niveaux respectifs de conseils de paix et d'ordre ou d'organisations similaires de manière efficace et efficiente afin de renforcer une approche de système intégré total contre les menaces à la sécurité nationale. Le secrétaire de la Défense nationale doit prescrire les règles et règlements pour mettre en œuvre cette section en coordination avec le secrétaire de l'Intérieur et du gouvernement local. »
On peut la considérer comme le successeur des Integrated Civilian Home Defense Forces (en) créer en 1977 et dissous après la Révolution philippine de 1986.

## Organisation
Les unités CAFGU sont administrées par, et sous le contrôle opérationnel, des unités régulières des forces armées des Philippines. Les bataillons d'infanterie de l'armée philippine affectés à cette fonction sont également appelés "bataillons cadres". La désactivation des unités CAFGU affectées à ces bataillons entraîne le retour de leur statut de bataillons d'infanterie réguliers.
Les unités CAFGU ont pour mission d'empêcher la réinfiltration des insurgés tels ceux des guérillas communistes  tels la Nouvelle Armée populaire et de l'insurrection moro aux Philippines dans les communautés qui ont déjà été débarrassées de leur influence par les opérations de combat menées par les unités régulières des forces armées des Philippines.
Elles sont théoriquement organisés en compagnies de 88 personnes qui sont gérées par une escouade de troupes régulières chargées d'assurer l'orientation et le contrôle. En 2007, les unités géographiques des forces armées civiles (CAFGU) étaient estimées entre 40 000 et 82 000. En 2015, officiellement, 53 004 membres sont déployés par 14 bataillons. En 2022, l'effectif est officiellement de  69 938 membres en activité.
Les unités CAFGU reçoivent des armes légères excédentaires datant de la Seconde Guerre mondiale ou de la guerre froide, généralement des fusils M1 Garand, carabine M1, pistolet-mitrailleur M3 Grease gun, puis depuis les années 2010, des fusils M14 ou M16, maintenant que l'armée philippine et le Corps des Marines des Philippines ont adopté le Remington R4 (en) pour remplacer les vieux fusils d'assaut M16A1 en 2014.
Ils reçoivent une allocation mensuelle très variable selon les budgets disponibles, allant de 2 000 Peso philippins entre juillet et décembre 2019 à une allocation exceptionnelle de 12 000 pesos pour certaines unités. Les CAFGU employés par des sociétés privées peuvent avoir une allocation plus importante.

## Critiques
En 1993, le gouvernement philippin a envisagé de désactiver les unités CAFGU en raison d'allégations de violations des droits de l'homme ; 60 unités CAFGU comprenant 10 000 hommes ont été dissoutes. Cependant, en 1996, le gouvernement a interrompu son programme de dissolution complète des CAFGU. En 2007, on estime que 60 000 membres des CAFGU sont actifs dans le pays, prenant part à des opérations militaires aux côtés de soldats réguliers de l'armée philippine.
Les archives de la Commission des droits de l'homme des Philippines montrent qu'en 2000, 853 plaintes pour violation des droits de l'homme avaient été déposées contre 1 070 membres des CAFGU.

## Unités similaires
- Rangers pakistanais
- Thahan Phran (Thaïlande)